# Waxweiler
Waxweiler là một đô thị ở huyện Bitburg-Prüm, trong bang Rheinland-Pfalz, phía tây nước Đức. Đô thị Waxweiler có diện tích 5,96 km², dân số thời điểm ngày 31 tháng 12 năm 2006 là 1094 người.